# Saint-Jean-la-Vêtre
Saint-Jean-la-Vêtre è un comune francese di 353 abitanti situato nel dipartimento della Loira della regione dell'Alvernia-Rodano-Alpi.

## Società

### Evoluzione demografica
Abitanti censiti